# 圣萨巴 (罗马)

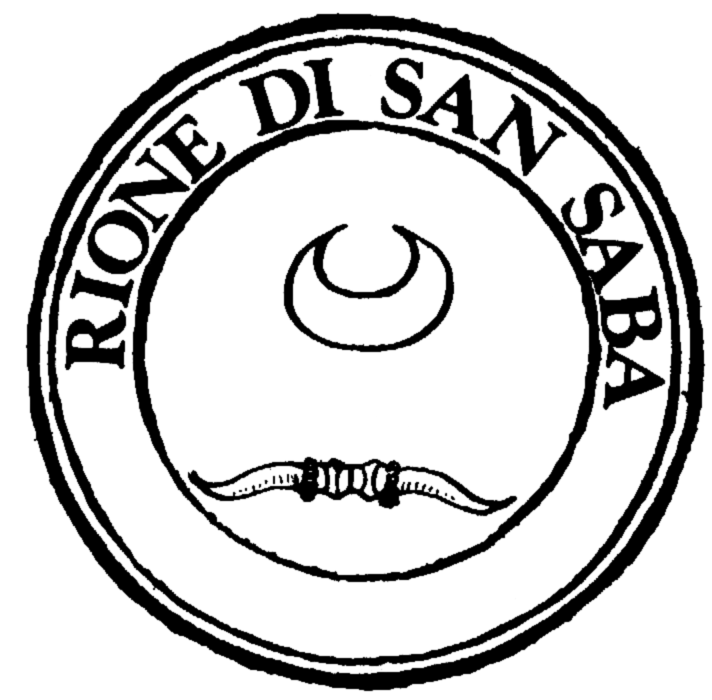
区徽

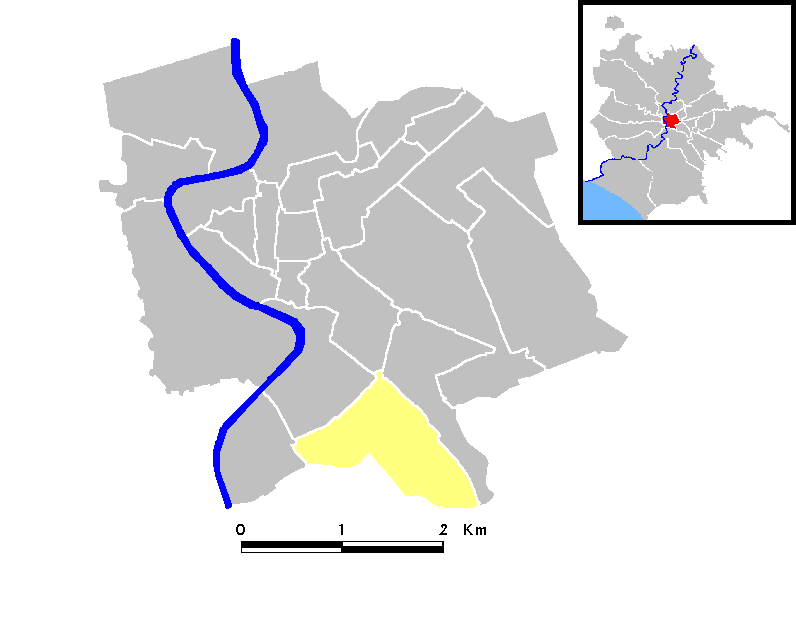
位置

圣萨巴（San Saba）是罗马的第二十一区，得名于位于该区的圣撒巴圣殿（Basilica di San Saba）。
41°52′43″N 12°29′08″E / 41.878636°N 12.485447°E